# ビヨン・レブニー
ビヨン・レブニー（Bjorn Rebney、男性、1967年 - ）は、アメリカ合衆国の元総合格闘技プロモーター。カリフォルニア州ロサンゼルス出身。
2008年にBellator MMAを創立し、CEO兼会長を2014年まで務めた。元シュガー・レイ・レナード・ボクシング最高経営責任者。

## 来歴
ユダヤ系アメリカ人の家系に生まれ母子家庭で育つ。アメリカンフットボールの奨学生として入学したオハイオ大学ではスポーツマネジメントを専攻。卒業後はロー・スクールで法学を修め、スポーツ法律事務所で働いた。
NFLのサンフランシスコ・フォーティナイナーズのマーケティング担当、ボクシングのオスカー・デ・ラ・ホーヤ、シュガー・レイ・レナードのマネージャーを歴任し、シュガー・レイ・レナード・ボクシングCEO時代はESPNのボクシング番組「フライデーナイトファイト」に試合を提供していた。
その後、レブニーは総合格闘技に情熱を傾けるようになり、総合格闘技プロモーションを立ち上げることを決意。プロモーション立ち上げのために投資家と61回も会談し、その準備のために自身の貯金を使い、自宅も抵当に入れた。そして、62回目の会談で、プレーンフィールド・アセット・マネジメントとBellator Fighting Championship設立のための資金提供を受けることで合意した。
2008年、ブラッド・エプスタインと共に総合格闘技団体「Bellator Fighting Championship」を創立。
2011年10月26日、Bellatorをバイアコムに売却。売却後も引き続きCEOを務める。
2014年6月18日、バイアコムからBellatorのCEOを解任された。